# Synemon collecta
Synemon collecta is een vlinder uit de familie Castniidae. De wetenschappelijke naam van de soort werd in 1892 gepubliceerd door Robert Swinhoe.
De soort komt voor in het Australaziatisch gebied.

## Synoniemen
- Synemon obscuripennis Strand, 1911
- Synemon simpla Strand, 1911
- Synemon simplex Strand, 1911 (zelfde naam; beide schrijfwijzen komen voor)